# SS Celtic (1872)
SS Celtic foi um navio a vapor construído pelos estaleiros da Harland and Wolff, em Belfast, na qual foi operado inicialmente pela White Star Line.

## Acidentes
No dia 19 de maio de 1887, o navio SS Britannic da própria White Star Line colidiu com o Celtic durante uma névoa, próximo de Sandy Hook. Os dois navios colidiram quase em ângulo reto, com o Celtic batendo sua proa ao lado da porta traseira do Britannic.
Seis passageiros da terceira classe morreram logo após o impacto a bordo do Britannic. Não houve mortes a bordo do Celtic. Ambos navios foram seriamente danificados, tanto o Britannic quanto o Celtic, que teve seu casco aberto abaixo da linha da água. Temendo com o naufrágio do navio, os passageiros a bordo começaram a entrar em pânico, correndo aos botes salva-vidas. Os botes desceram com mulheres e crianças, embora alguns homens quererem subir a bordo. Após os botes serem lançados, percebeu-se que o Britannic seria capaz de se manter à tona, com passageiros sendo transferidos para o Celtic. Os dois navios permaneceram juntos durante a noite e na manhã seguinte. Eles foram posteriormente rebocados para o Porto de Nova Iorque. Britannic foi reparado em Nova Iorque, estando fora de serviço por quase um mês.